# Исмаил Хакъ Ойгар
Исмаил Хакъ Ойгар (на турски: İsmail Hakkı Oygar) е турски художник, керамик. Ойгар има голям принос за развитието на турското пластично изкуство.

## Биография
Роден е в 1907 година в Петрич, тогава в Османската империя. В 1923 година започва да учи в Школата по изящни изкуства в Цариград и след завършването си заминава да учи във Франция. Учи интериорна архитектура и декорация в Училището за декоративни изкуства и керамика и стъкло в Изкуства и занаяти в Париж. По време на годините си в Париж той се сприятелява с художници като Джеват Дерели, Фахретин Аркунлар, Махмут Джуда, Нурулах Берк Шереф Камил Акдик, които по-късно в 1929 година, след като се завръщат в Турция, основават Съюза на независимите художници и скулптори. Ойгар се сгодява за Хале Асаф, художничка от тази група, и заедно започват академията „Гранд Шомиер“.
Той открива първата си самостоятелна изложба в 1928 година в Париж. Същата година се завръща у дома и започва работа като помощник-учител в ателието на Ерик Вебер в отдел „Декорация“ на Училището за декоративни изкуства. След това му е възложено от Министерството на народното просвещение да създаде керамична работилница към училището.
В 1935 година Ойгар служи като съветник по изкуствата на Първия международен панаир на изкуството в Измир. Започва работа като консултант-декоратор на Етибанк в 1937 година и остава на тази позиция 13 години.
В 1945 година той превръща работилницата си в Бейоглу в художествена галерия. Галерията, която е втората художествена галерия в Турция, се открива с изложба на художници от група D и съществува една година.
Исмаил Хаки Ойгар е турски представител на Международната изложба за съвременна керамика в Прага през 1962 година и Международната академия по керамика II. В 1963 година той организира изложбите „Историческо турско изкуство“ и „Съвременно турско керамично изкуство“ във Венеция. Ойгар, първият турски член на борда на Международната академия по керамика, е пионер в организирането на традиционната изложба на тази институция в Истанбул през 1967 година и получава златен медал в рамките на това събитие.
Исмаил Хаки Ойгар умира в 1975 година в резултат на пътнотранспортно произшествие.